# みなと温泉ほのかみ

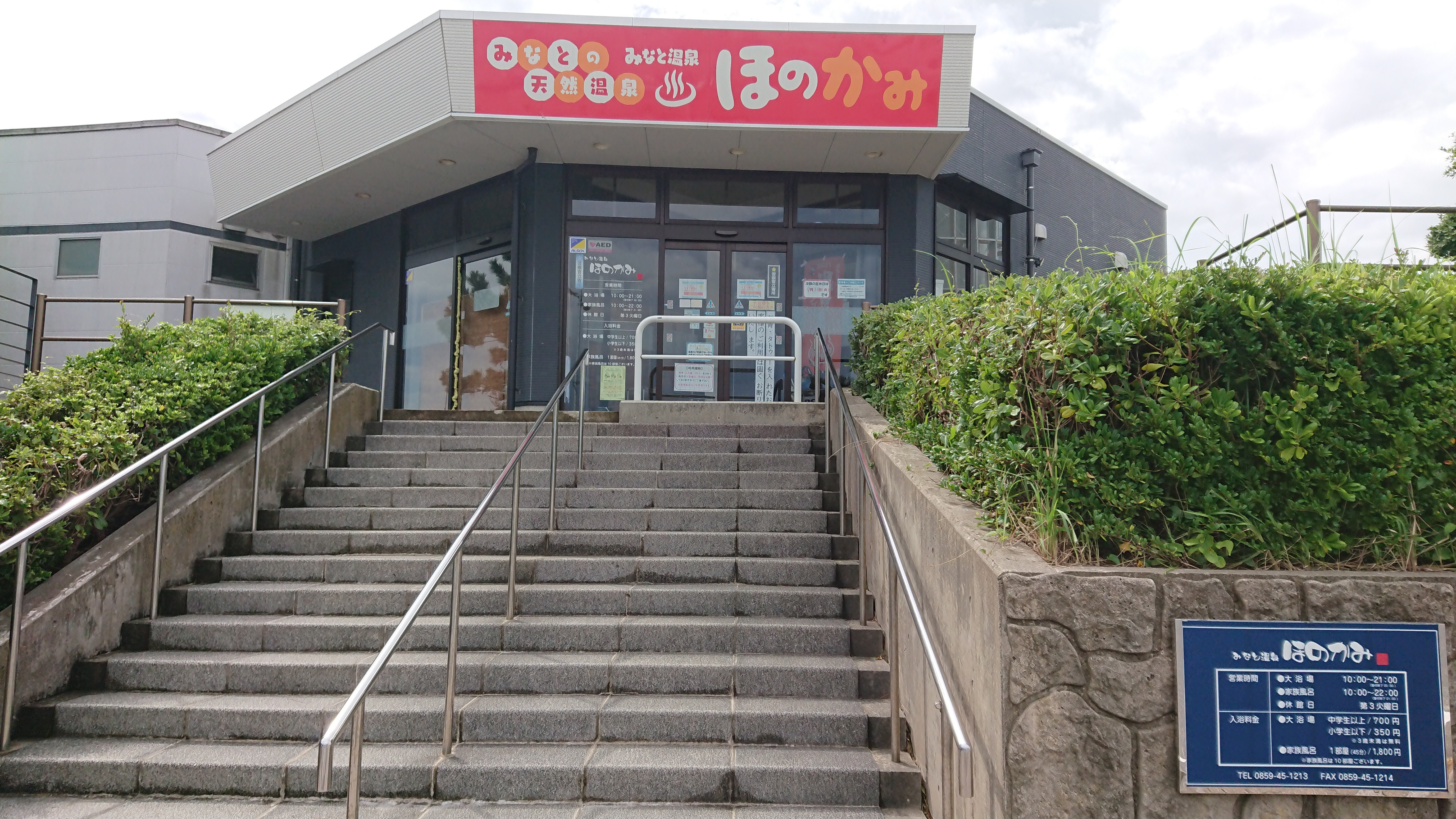
みなと温泉ほのかみ入口

みなと温泉ほのかみ（みなとおんせん ほのかみ）は鳥取県境港市にある温泉施設。

## 概要・沿革
夢みなと公園内に位置し、地下1.500mから湧き出る天然温泉。1997年に開催された山陰・夢みなと博覧会の会場である夢みなとタワーの隣にパビリオン『みなと温泉館』として建設された。
サウナも完備し、露天風呂からは大山と日本海が眺望できる。平成17年度から指定管理者により管理運営されており、現在では年間約10万人が訪れる。
2011年4月より休館していた。2011年12月23日に家族風呂棟を新設し『みなと温泉ほのかみ』として名称変更した。

## 泉質
ナトリウム・塩化物泉で神経痛、筋肉痛、冷え性、きりきず、火傷などに効能があり。
- ナトリウム-塩化物泉（Na-CL泉）（弱アルカリ性低張性高温泉）

## 営業時間
- 本館：10:00-21:00（受付終了20:30）
- 新館：10:00-22:00（受付終了21:00）
- 休館日 毎月第3火曜日（ただし祝日の場合はその翌日）

## 入浴料
- 大人 - 600円
- 小人 - 300円
- 3歳未満 - 無料

## アクセス
- 境港より約2km
- 米子空港より約4km
- 米子インターチェンジより約20km
- はまるーぷバス「夢みなとタワー」より

## 所在地
〒684-0046 鳥取県境港市竹内団地255-5